# La Perle de la couronne
Pour plus de détails, voir Fiche technique et Distribution.
La Perle de la couronne (Perła w koronie) est un film polonais réalisé par Kazimierz Kutz, sorti en 1972.
C'est le deuxième film d'une trilogie commencée avec Le Sel de la terre noire et terminé avec Les Grains du rosaire.

## Fiche technique
- Titre original : Perła w koronie
- Titre français : La Perle de la couronne
- Réalisation et scénario : Kazimierz Kutz
- Costumes : Barbara Ptak
- Photographie : Stanisław Loth
- Montage : Irena Choryńska
- Musique : Wojciech Kilar
- Pays d'origine : Pologne
- Format : Couleurs - 35 mm - 1,66:1 - Mono
- Genre : drame
- Durée : 111 minutes
- Date de sortie :
  - Pologne : 27 janvier 1972

## Distribution
- Łucja Kowolik : Wikta
- Olgierd Łukaszewicz : Jas
- Jan Englert : Erwin Maliniok
- Franciszek Pieczka : Hubert Siersza
- Jerzy Cnota : August Mol
- Bernard Krawczyk : Franciszek Bula
- Tadeusz Madeja : Ochman
- Henryk Maruszczyk : Alojz Grudniok
- Marian Opania : Albert
- Jerzy Siwy : Milenda

## Distinction
- Festival de Cannes 1972 : sélection en compétition